# أنديلا كوزاكوفا جيروفا

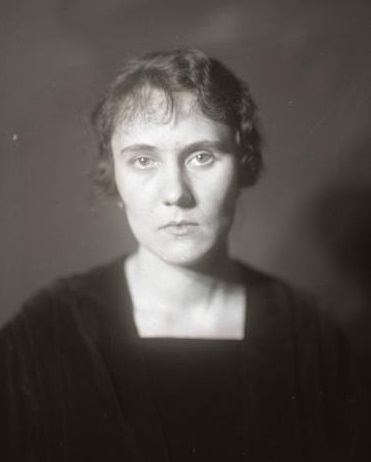
أنديلا كوزاكوفا جيروفا قبل عام 1935

أنديلا كوزاكوفا - جيروفا (14 مايو 1897 - 1 يونيو 1986) محامية تشيكية، وأول امرأة تحصل على شهادة جامعية في القانون في تشيكوسلوفاكيا، وأول كاتبة عدل في أوروبا خلال فترة الحماية. عملت بشكل ملحوظ من أجل المطالبة بحقوق المراة، ودعت إلى توفير فرص التعليم العالمي لها.

## سيرتها
ولدت أنديلا كوزاكوفا في 14 مايو 1897 في هامبوليك،، النمسا-المجر (تسمى حاليًا جمهورية التشيك)،وأكملت تعليمها المدرسي في مدرسة للبنين في روكيكاني (gymansium) "مصطلح بلغات أوربية مختلفة للمدارس الداخلية الثانوية التي تُعد الطلاب للتعليم العالي في الجامعات".
درست كلية الحقوق بجامعة تشارلز في براغ، وتخرجت في 19 ديسمبر 1922، وأصبحت أول امرأة تحصل على درجة الدكتوراة في القانون في تشيكوسلوفاكيا. وقد أدى ذلك إلى بداية جديدة للمرأة في دخول المهنة القانونية التي يشغلها الذكور آنذاك.
في ممارسة المحاماة، بدأت حياتها المهنية ككاتبة في قسم الصحافة في رئاسة مجلس الوزراء ثم في وزارة الرعاية الاجتماعية، وفي عام 1928، نجحت واجتازت جميع امتحانات كاتب العدل، وأصبحت بديلة لكاتب العدل ثم نائب كاتب العدل في عام 1930، في سبتمبر 1938، أصبحت أول امرأة في تشيكوسلوفاكيا وفي جميع أنحاء أوروبا يتم تعيينها ككاتب عدل.
في عام 1922 أسست جمعية النساء المتعلمات بالجامعة وشغلت منصب نائبة الرئيس للجمعية لمدة عشر سنوات، وفي عام 1943 تزوجت من المحامي ياروسلاف جيرا.
توفيت في 1 يونيو 1986 في سانتا باربرا بولاية كاليفورنيا عن عمر يناهز 89 عامًا 